# Jamie Rauch
James „Jamie“ Richert Rauch (* 17. August 1979 in Houston, Texas) ist ein ehemaliger Schwimmer aus den Vereinigten Staaten. Er erhielt 2000 in Sydney eine olympische Silbermedaille und 2001 in Fukuoka eine Weltmeisterschafts-Bronzemedaille.

## Karriere
Rauch besuchte die Cypress Creek High School und danach die University of Texas at Austin. Als Student in Austin nahm er an der Universiade 1997 in Catania teil. Dort gewann er den Titel mit der 4-mal-200-Meter-Freistilstaffel.
Drei Jahre später bei den Olympischen Spielen 2000 in Sydney erreichte die 4-mal-200-Meter-Freistilstaffel mit Chad Carvin, Nate Dusing, Jamie Rauch und Klete Keller das Finale mit der zweitschnellsten Vorlaufzeit. Im Endlauf schwammen Scott Goldblatt, Josh Davis, Jamie Rauch und Klete Keller über viereinhalb Sekunden schneller als die Vorlaufstaffel. Im Ziel hatten sie fünfeinhalb Sekunden Rückstand auf die australischen Olympiasieger und 0,06 Sekunden Vorsprung vor den drittplatzierten Niederländern. Auch die nur im Staffelvorlauf eingesetzten Schwimmer erhielten bei der Siegerehrung Medaillen.
2001 bei den Weltmeisterschaften in Fukuoka gewann die 4-mal-200-Meter-Freistilstaffel die Bronzemedaille hinter den Australiern und den Italienern. Jamie Rauch wurde im Vorlauf eingesetzt.